# Dicranomyia (Caenolimonia) melaxantha
Dicranomyia (Caenolimonia) melaxantha is een tweevleugelige uit de familie steltmuggen (Limoniidae). De soort komt voor in het Neotropisch gebied.